# Richard Tognetti
Richard Tognetti (Canberra, 4 de agosto de 1965) es un violinista, compositor y director de orquesta australiano. Él nació y se crio en Canberra en Wollongong. Actualmente es Director Artístico y Jefe de la Orquesta de Cámara de Australia.
Tognetti estudió en el Conservatorio de Música de Sídney con Alice Waten y emprendió estudios de posgrado en el Conservatorio de Berna con Igor Ozim, donde fue galardonado con el premio Tschumi en 1989. A su regreso en Australia con tan solo 25 años de edad, la Junta Directiva de la Orquesta de Cámara de Australia lo nombró director artístico y primer violinista. Tras 17 años de carrera artística como director de orquesta se ha ganado una reputación como un de los principales orquestistas del mundo.
Tognetti es un violinista extremadamente versátil, en sus actuaciones toca también instrumentos modernos y eléctricos. En 1999 participó en un concierto que coescribió con el músico de rock australiano Iva Davies, el cual se difundió a nivel internacional para el fin del milenio The Ghost of Time traducido, El fantasma del tiempo en el violín eléctrico, con la Orquesta Sinfónica de Sídney. También ha realizado una serie de melodías y canciones en diferentes géneros musicales. Su habilidad musical para ampliar sus capacidades y organizar la música para los distintos tipos de conjunto es impresionante.
Tognetti actualmente mantiene una apretada agenda en Australia y en el mundo con la Orquesta de la Cámara de Australia , así como con otros grupos. Ha tocado en diversos eventos como el Festival de Salzburgo, así como de eventos locales como el Festival de Huntington, de la que es director artístico.
Tognetti fue declarado Tesoro Nacional Vivo y en 1999 recibió el título honorario de Doctor en Música por la Universidad de Sídney en 2005. Tognetti es Director Artístico del Maribor Fesitval en Maribor, Eslovenia.